# Briareum
Briareum es un género de corales marinos que pertenecen al suborden Scleraxonia, del orden Alcyonacea, dentro de la clase Anthozoa. 
Enmarcados comúnmente entre los corales blandos, ya que carecen de esqueleto, como los corales duros del orden Scleractinia, por lo que no son corales hermatípicos. Forman colonias de pólipos, unidos por una masa carnosa de cenénquima, o tejido común generado por ellos. Para darle consistencia, al carecer de esqueleto, su tejido contiene espículas de calcita
El género  comprende 7 especies, una endémica del Atlántico oeste tropical: B. asbestinum, y el resto distribuidas en el Indo-Pacífico tropical.

## Especies
El Registro Mundial de Especies Marinas reconoce las siguientes especies:
- Briareum asbestinum (Pallas, 1766)
- Briareum contortum (Kükenthal, 1906)
- Briareum cylindrum Samimi-Namin & van Ofwegen, 2016
- Briareum hamrum (Gohar, 1948)
- Briareum palmachristi Duchassaing & Michelotti, 1860
- Briareum stechei (Kükenthal, 1908)
- Briareum violaceum (Quoy & Gaimard, 1833)

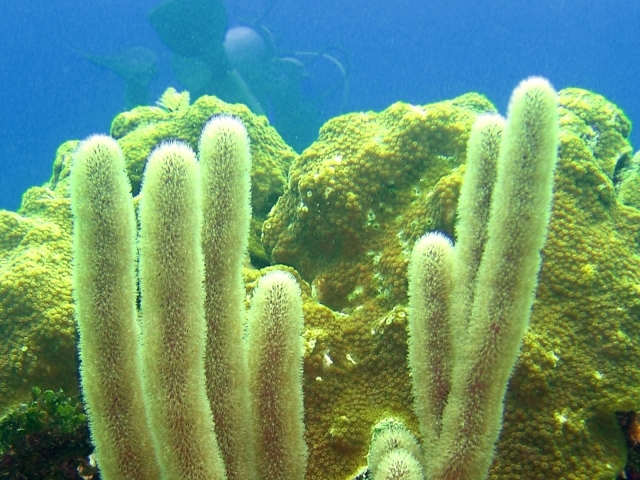
Briareum asbestinum
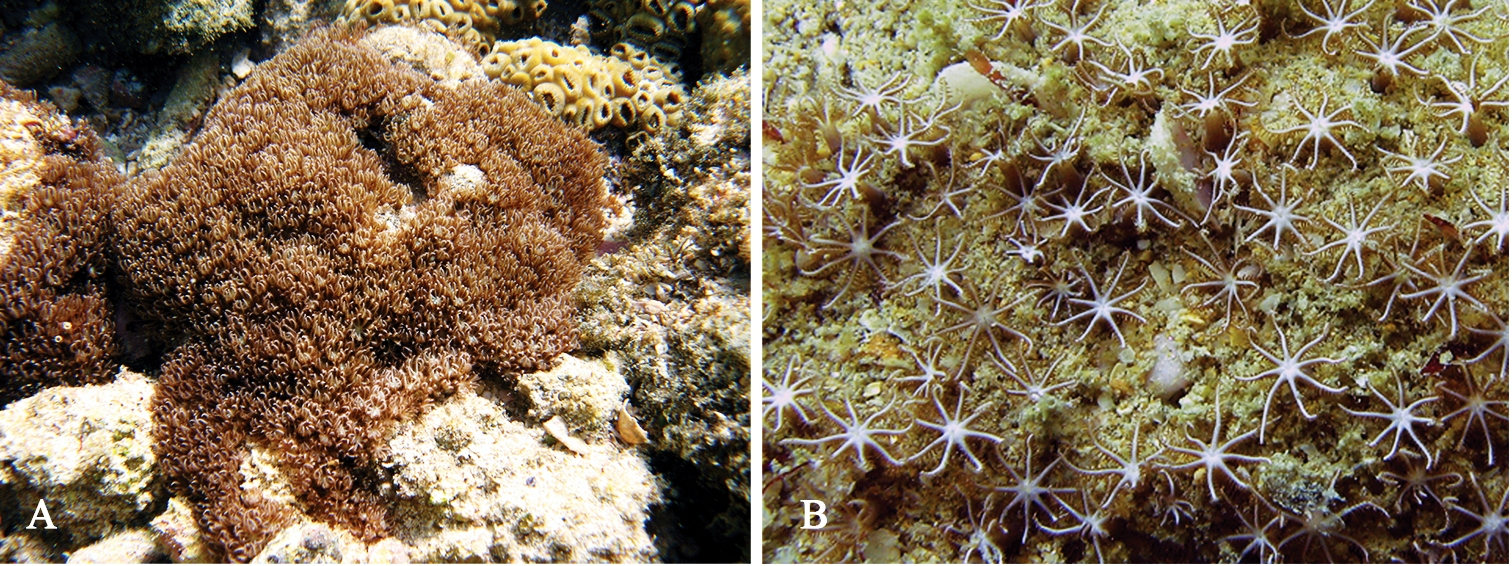
Briareum hamrum
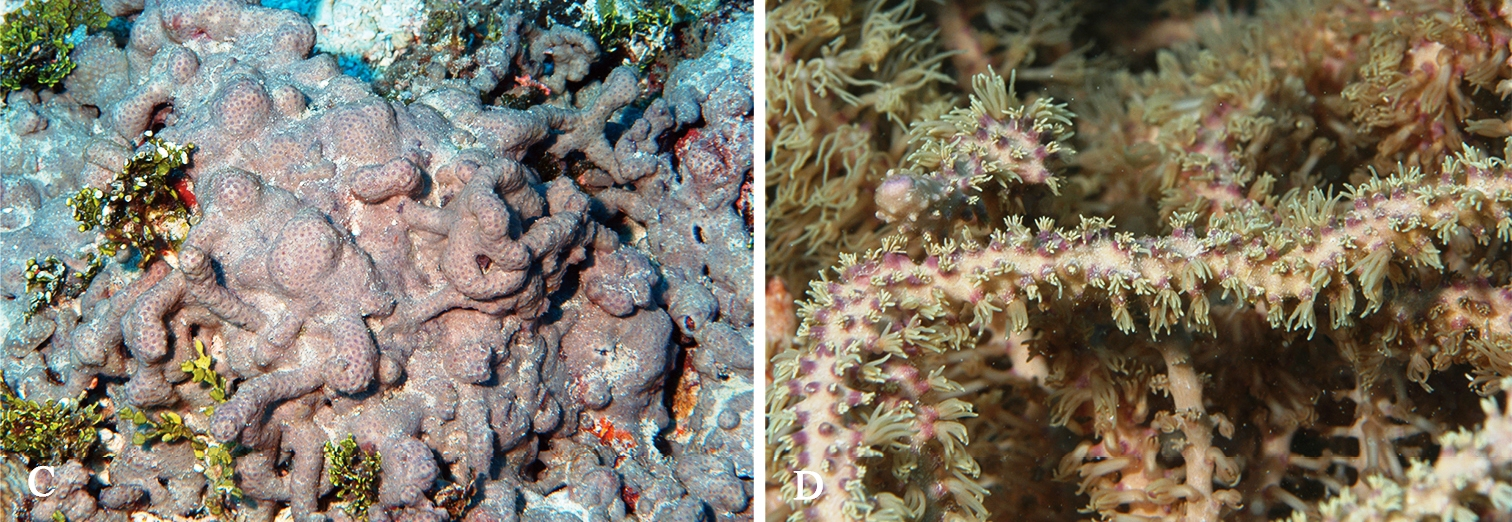
Briareum stechei
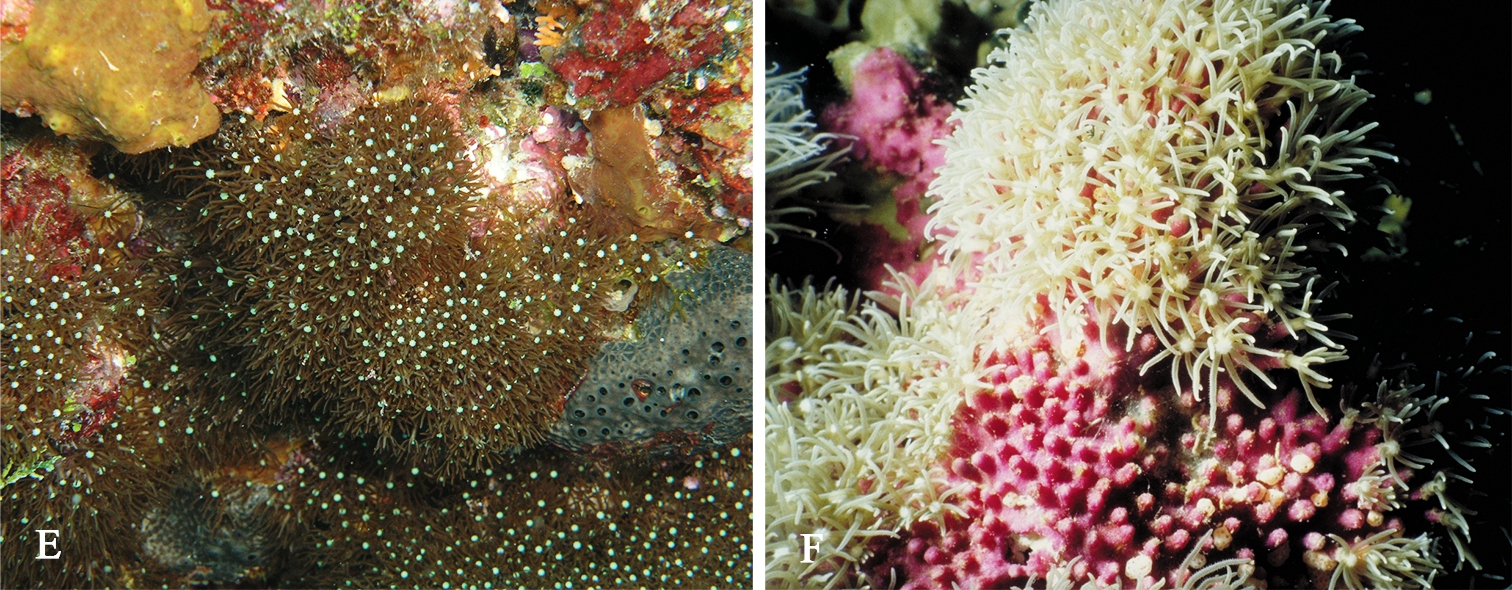
Briareum violaceum
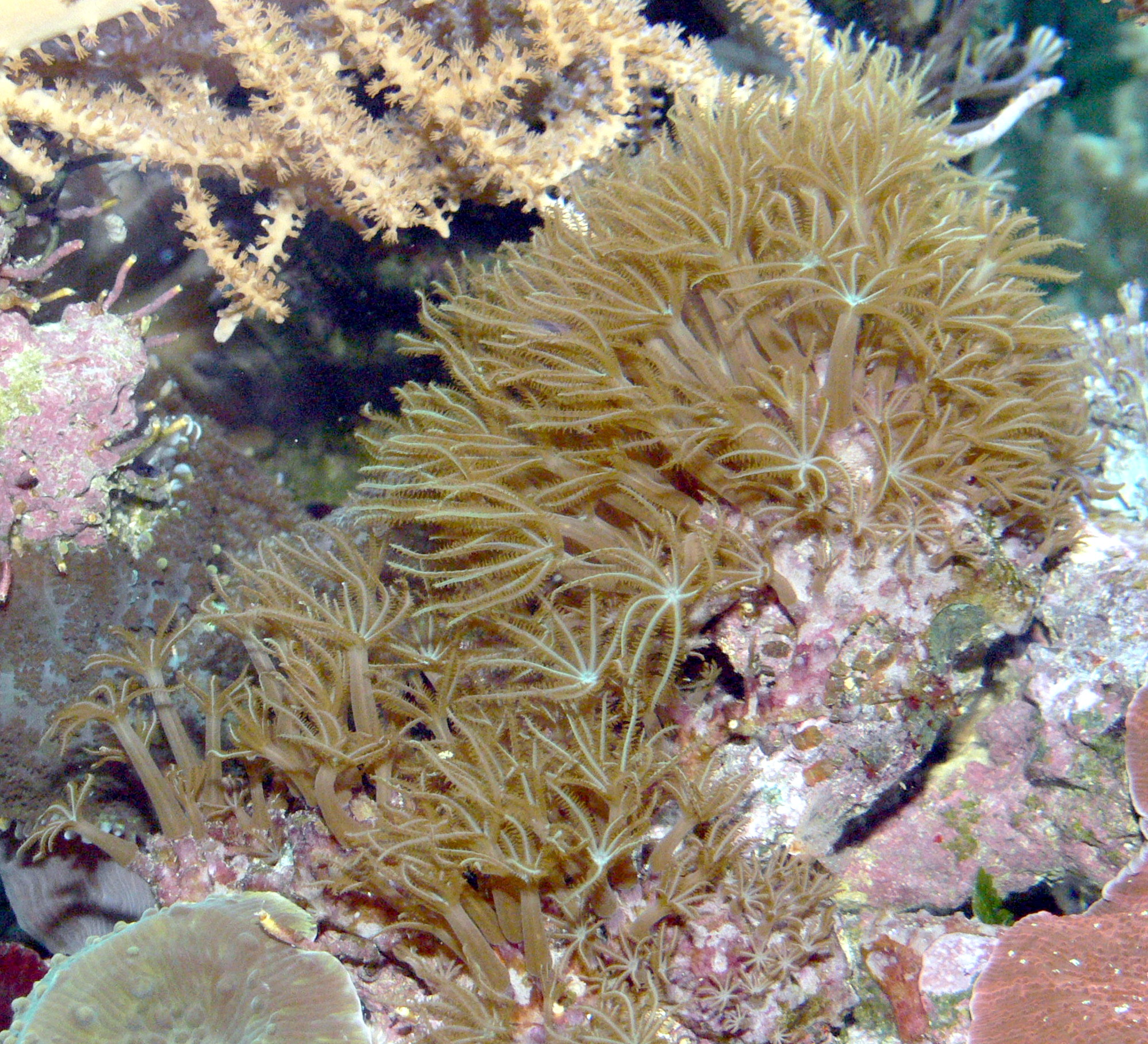
Briareum sp
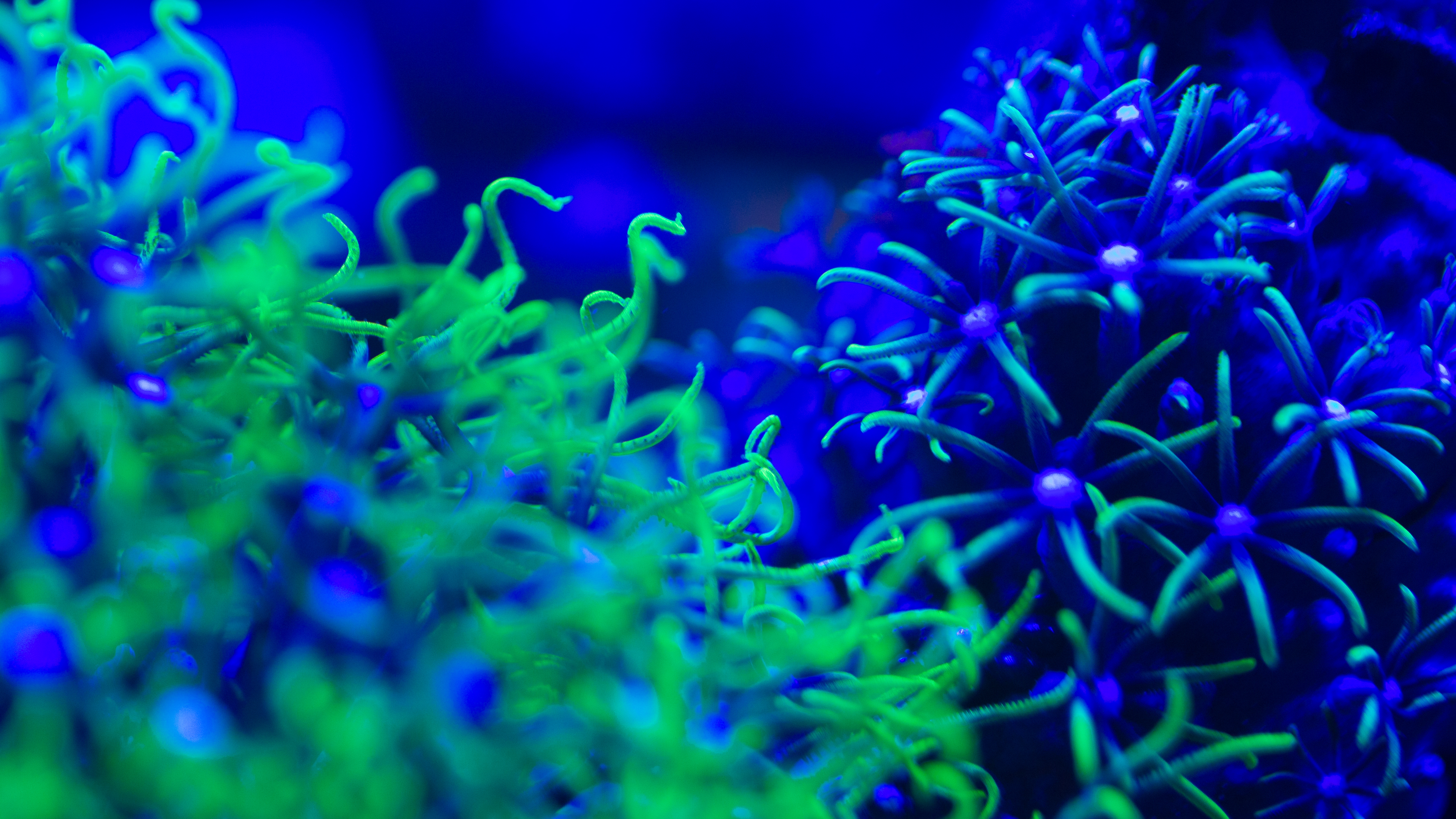
Pólipos de Briareum bajo luz actínica

Siendo reclasificadas por sinonimia las siguientes especies:
- Briareum excavata (Nutting, 1911) aceptada como Briareum stechei (Kükenthal, 1908)
- Briareum gorgonoideum Blainville, 1830 aceptada como Briareum asbestinum (Pallas, 1766)
- Briareum grandiflorum Möbius, 1874 aceptada como Drifa glomerata Verrill, 1869
- Briareum polyanthes (Duchassaing & Michelotti, 1860) aceptada como Briareum asbestinum (Pallas, 1766)

## Morfología
Las colonias de pólipos conforman masas incrustantes, lóbulos digitados o ramas cilíndricas erguidas, que pueden ser huecas. El género presenta una gran plasticidad, variando la forma de los individuos según las condiciones del entorno, como profundidad, iluminación, corrientes, etc. Los pólipos son monomórficos, retráctiles y grandes, dando una apariencia velluda a las especies. De color blancuzco, magenta, verde o beige. El cenénquima, o tejido común de la colonia, posee escleritos en forma de husos muy tuberculados, en ocasiones color magenta.

## Alimentación
Los pólipos contienen algas simbióticas mutualistas, ambos organismos se benefician de la relación, llamadas zooxantelas. Las algas realizan la fotosíntesis, produciendo oxígeno y azúcares, que son aprovechados por los pólipos, y se alimentan de los catabolitos del coral, especialmente fósforo y nitrógeno. Esto les proporciona del 70 al 95% de sus necesidades alimenticias. El resto lo obtienen atrapando plancton con sus tentáculos, y materia orgánica disuelta en el agua.

## Reproducción
Se reproducen asexualmente mediante fragmentación, y sexualmente expulsando esperma a la columna de agua y produciendo larvas, que tras un periodo planctónico, se asientan en el sustrato y metamorfosean a forma pólipo, reproduciéndose por gemación para conformar la colonia coralina.

## Hábitat y distribución
Ocurren en aguas soleadas, en arrecifes externos, salientes y muros, en zonas pobladas densamente de corales. Su rango de profundidad es entre 0 y 44 metros, y el de temperatura entre 24.09 y 28.95 °C.
B. asbestinum se distribuye en el Atlántico oeste desde Carolina del Sur, Florida, Bahamas, México, Belice, islas Vírgenes, Guadalupe, Anguila, Barbados, República Dominicana, Jamaica, Puerto Rico hasta Panamá. El resto de especies de distribuyen desde la costa este africana, Seychelles, Madagascar, Mar Rojo, Mar de Omán, Golfo Pérsico, Chagos, Indonesia, China, Taiwán, Filipinas, Japón, Vanuatu, Australia, Micronesia y Guam.